# Alcaucín
Alcaucin là một đô thị trong tỉnh Málaga, Andalucía, Tây Ban Nha. Đô thị này cách Málaga 54 km và cách Madrid 507 km. Alcaucin có dân số khoảng 2286 người (điều tra năm 2007). Diện tích là ki-lô-mét vuông. Trong tiếng Tây Ban Nha, cư dân đô thị này được gọi là Alcaucineños.
Đô thị này nằm ở độ cao 518 m trên mực nước biển.
Các trung tâm dân cư::Espino, El Toril, El Pilarejo, Venta Baja, Venta Alta, El Cerro, Puente don Manuel, los Cortijillos, los Pavitos, las Monjas, las Majadas.
| 1991  | 1996  | 2000  | 2001  | 2004  | 2005  |
| ----- | ----- | ----- | ----- | ----- | ----- |
| 1 391 | 1 484 | 1 511 | 1 540 | 1 651 | 1 917 |